# Saul S. Friedman
Pour les articles homonymes, voir Friedman.
Saul S. Friedman est un historien américain juif né le 8 mars 1937 en Pennsylvanie et mort le 31 mars 2013. Il est spécialiste de l'Holocauste. En 1969 il devint professeur d'histoire à l'université d'État de Youngstown. Il écrit onze livres et remporta cinq Emmy Awards pour les documentaires qu'il a produits.
Son fils Jonathan C. Friedman est le Professeur d'histoire et directeur des études sur l'Holocauste et le génocide à l'Université de West Chester en Pennsylvanie.